# Montanas flag
Montanas flag er blåt og har delstatsseglet i midten med delstatsnavnet over i gule bogstaver. Flaget blev oprindelig indført 27. februar 1905. I 1981 blev det ændret så at ordet "Montana" blev lagt til.
Montanas segl viser en naturscene som skal repræsentere de store vandflad i Missouri-floden samt et bjerglandskab. Foran vises landbrugsland med en plov, spade og hakke. På båndet står teksten "Oro y plata" (Guld og sølv), en henvisning til minevirksomheden i delstaten. 
I lighed med mange andre delstater, hvor flagdugen også er blå, har Montanas flag militære faner som forbillede. Fanen som i 1898 blev ført af oberst Harry C. Kessler og 1st Montana infantry i den spansk-amerikanske krig står som model for Montanas flag. Også delstaterne Pennsylvania, Connecticut, South Carolina, New Hampshire, Virginia, New York, Vermont, Kentucky, Indiana, Maine, Michigan, Wisconsin, Minnesota, Oregon, Kansas, Nevada, Nebraska, Nord Dakota, Idaho, Utah og Alaska har delstatsflag med blå flagdug. Louisiana, Oklahoma og South Dakota benytter en noget lysere blåfarve i sine delstatsflag, mens Delawares delstatsflag har en lysere, gråblå farvetone. Fordi så mange delstatsflag har blåt som hovedfarve, er det vanskeligt at skille flagene fra hinanden. Derfor har en del af delstaterne tilføjet delstatsnavnet til flaget, som Montana gjorde i 1981.

## Ekstern henvisning
- About the State Flag Arkiveret 29. juni 2007 hos  Wayback Machine fra Montana Secretary of State